# Lekarzewice (Cuyavia y Pomerania)
Lekarzewice [pronunciación en polaco: /lɛkaʐɛˈvit͡sɛ/] es un pueblo ubicadoen el distrito administrativo de Gmina Osięciny, dentro del Distrito de Radziejów, Voivodato de Cuyavia y Pomerania, en el norte de Polonia central. Se encuentra aproximadamente a 6 kilómetros al este de Osięciny, a 20 kilómetros al este de Radziejów, y a 47 kilómetros al sur de Toruń.